# Johannes Mallow
Johannes Mallow (*7 de junio de 1981 (43 años) Brandenburg an der Havel) es un mnemonista alemán.
Estudia Tecnología de Comunicación en la Otto-von-Guericke Universidad de Magdeburgo. Al mismo tiempo está trabajando como entrenador de la memoria para niños superdotados y también en la universidad popular en Magdeburg.

## Títulos
- 2012 Campeón Mundial de Memoria
- 2012 Campeón de Memoria de Alemania
- 2010 Subcampeón Campeonato Mundial de Memoria
- 2010 Campeón de Memoria de Alemania
- 2008 Campeón de Memoria de Alemania
- 2008 Campeón de Memoria de Alemania del Norte
- 2007 Campeón Mundial en la disciplina hechos históricos
- 2007 Campeón de Memoria de Alemania del Norte
- 2006 Campeón de Memoria de Alemania del Norte

## Récordes mundiales
- Memorizar 120 hechos históricos de un total de 120 en 5 minutos (5 de diciembre de 2010 en Guangzhou/China en el Campeonato Mundial de Memoria )
- Memorizar 1284 números en 30 minutos (13 de noviembre de 2010 en Heilbronn en el Campeonato Alemán de Memoria)
- Memorizar 81 palabras en 5 minutos (5 de noviembre de 2006 en Stuttgart en el Campeonato Alemán de Memoria)

## Sistema de memorización
Utiliza el método de loci, método empleado por la mayoría de los mnemonistas.
- 1000 símbolos para los números, cada combinación de 3 cifras corresponde a un símbolo único.